# Zoran Primorac
Zoran Primorac, född den 10 maj 1969 i Zadar i SR Kroatien i Jugoslavien, är en kroatisk bordtennisspelare. Han har som professionell bordtennisspelare representerat det forna Jugoslavien och sedan början av 1990-talet Kroatien.

## Karriär
Primorac började först spela bordtennis i klubben STK Bagat i hemstaden Zadar. Efter ett par år när Primorac blev proffs bestämde han sig 1985 för att flytta till Zagreb där han började spela i klubben Vjesnik.
Primoracs första mästerskap var i EM i bordtennis 1986 som avgjordes i Prag i dåvarande  Tjeckoslovakien. Han lyckades då knipa en bronsmedalj. Året därpå vann Primorac en silvermedalj i New Delhi i Indien. Primorac vann då i dubbel med serben Ilija Lupulesku och en bronsmedalj i lag. Totalt har han sammanlagt vunnit sex VM-medaljer och fjorton EM-medaljer.
Ett år senare deltog Primorac i de olympiska spelen som hölls i Seoul i Sydkorea. Tillsammans med Ilija Lupulesku vann han en silvermedalj i dubbel som spelades mot kineserna Chen Longcan och Wei Qingguang som försvarade guldet. Duon vann även en silvermedalj vid VM i Göteborg.
Primorac deltog även i nästa spel, då i Barcelona i Spanien, där han blev medaljlös och slutade på en nionde plats, vilket han även hamnade på vid de olympiska sommarspelen 1996 i Atlanta i Georgia i USA.
Säsongen 2002 lyckades Primorac att nå en semifinal i Zagreb men förlorade där mot greken Kalinikos Kreanga med 4-2. Samma år nådde Primorac semin igen men föll även i den matchen mot hans före detta lagkamrat Jean-Michel Saive.
/När de olympiska sommarspelen 2004 i Aten i Grekland startade försökte Primorac att nå en plats, men blev redan utslagen i tredje omgången av mästerskapet mot kinesen Ma Lin med 4-1 (11-5, 11-3, 11-3, 9-11, 11-5).
Säsongen 2007 i Zagreb tog Primorac en silverbragd i lag, hans åttonde silver, men förlorade i singelmästerskapet redan vid första omgången.
I de olympiska sommarspelen 2008 kom Primoracs sista OS-match i sin sjätte olympiska turnering. Efter förlust mot svensken Jörgen Persson i kvartsfinalen med 4-1 (11-7, 6-11, 8-11, 12-14 samt 9-11) sade han att han funderar[källa behövs] på att lägga "pingisracket på hyllan och pensionera sig". Det hindrade honom dock inte från att fortsätta spel i andra större turneringar några år till. 2009 nådde han EM-kvartsfinal i dubbel, och så sent som 2011 nådde han kvartsfinal i singel i ProTourtävlingen (Polish Open) i polska Wladyslawowo.

## Meriter

### Olympiska meriter

#### Olympiska sommarspelen 2008
| Idrottare      | Gren   | Grundomgång          | Omgång 1             | Omgång 2                  | Omgång 3                 | Omgång 4             | Kvartsfinal                | Semifinal            | Final                |
| Idrottare      | Gren   | Motståndare Resultat | Motståndare Resultat | Motståndare Resultat      | Motståndare Resultat     | Motståndare Resultat | Motståndare Resultat       | Motståndare Resultat | Motståndare Resultat |
| -------------- | ------ | -------------------- | -------------------- | ------------------------- | ------------------------ | -------------------- | -------------------------- | -------------------- | -------------------- |
| Zoran Primorac | Singel | Bye                  | Bye                  | Robert Gardos (AUT) W 4−2 | Michael Maze (DEN) W 4−2 | Yang Zi (SIN) W 4−2  | Jörgen Persson (SWE) L 1−4 | Gick inte vidare     | Gick inte vidare     |

## Bilder

Lag-VM 2016
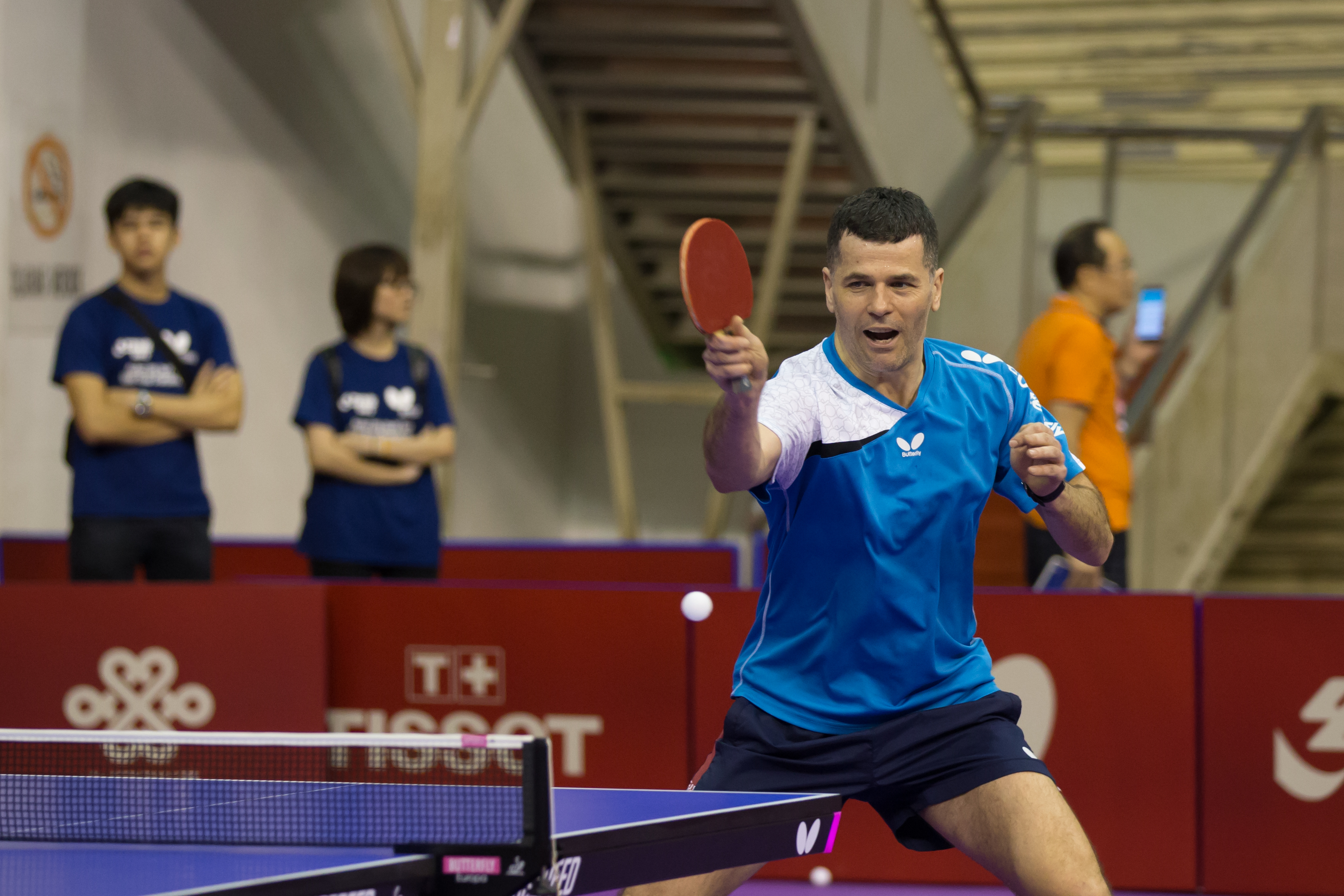
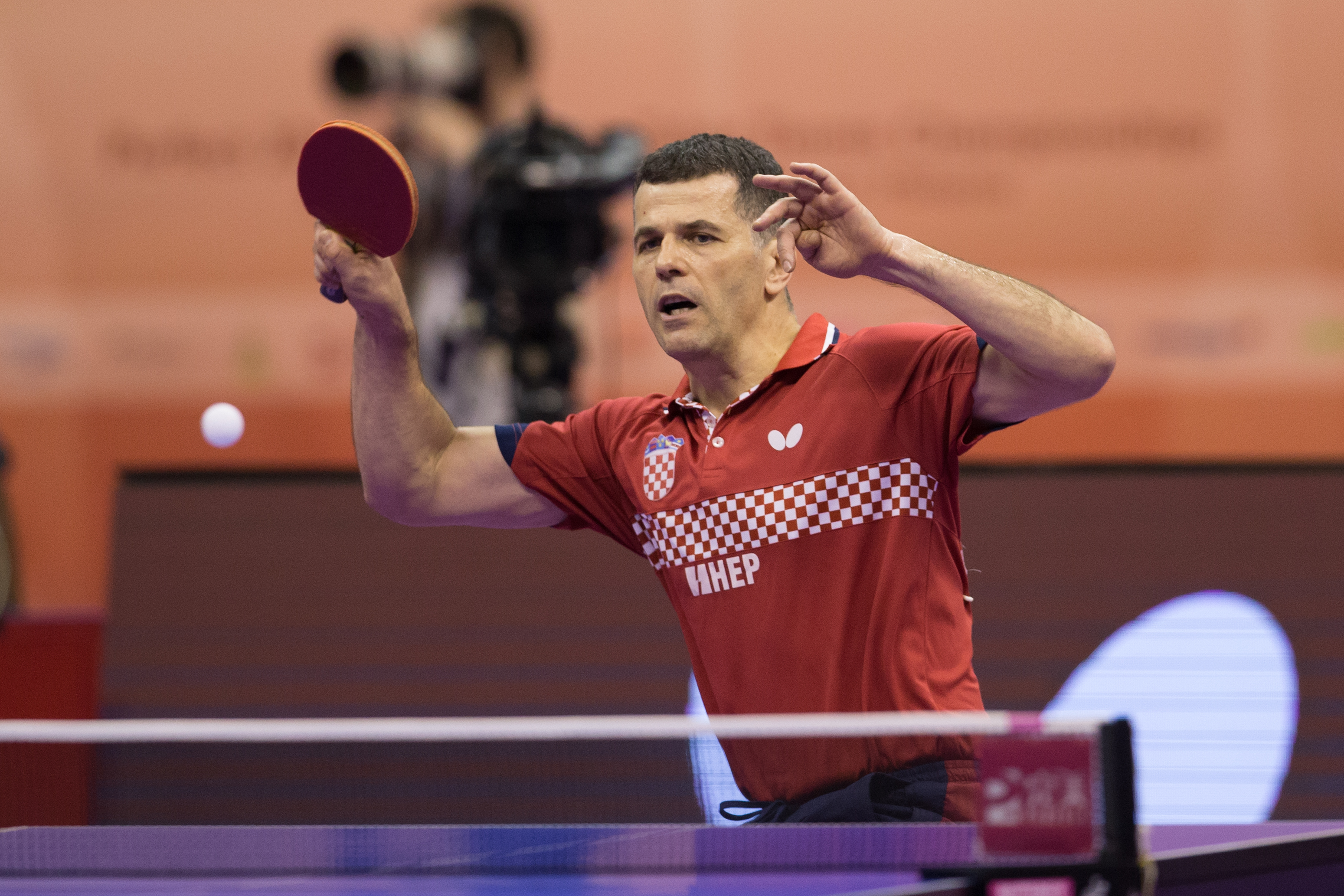
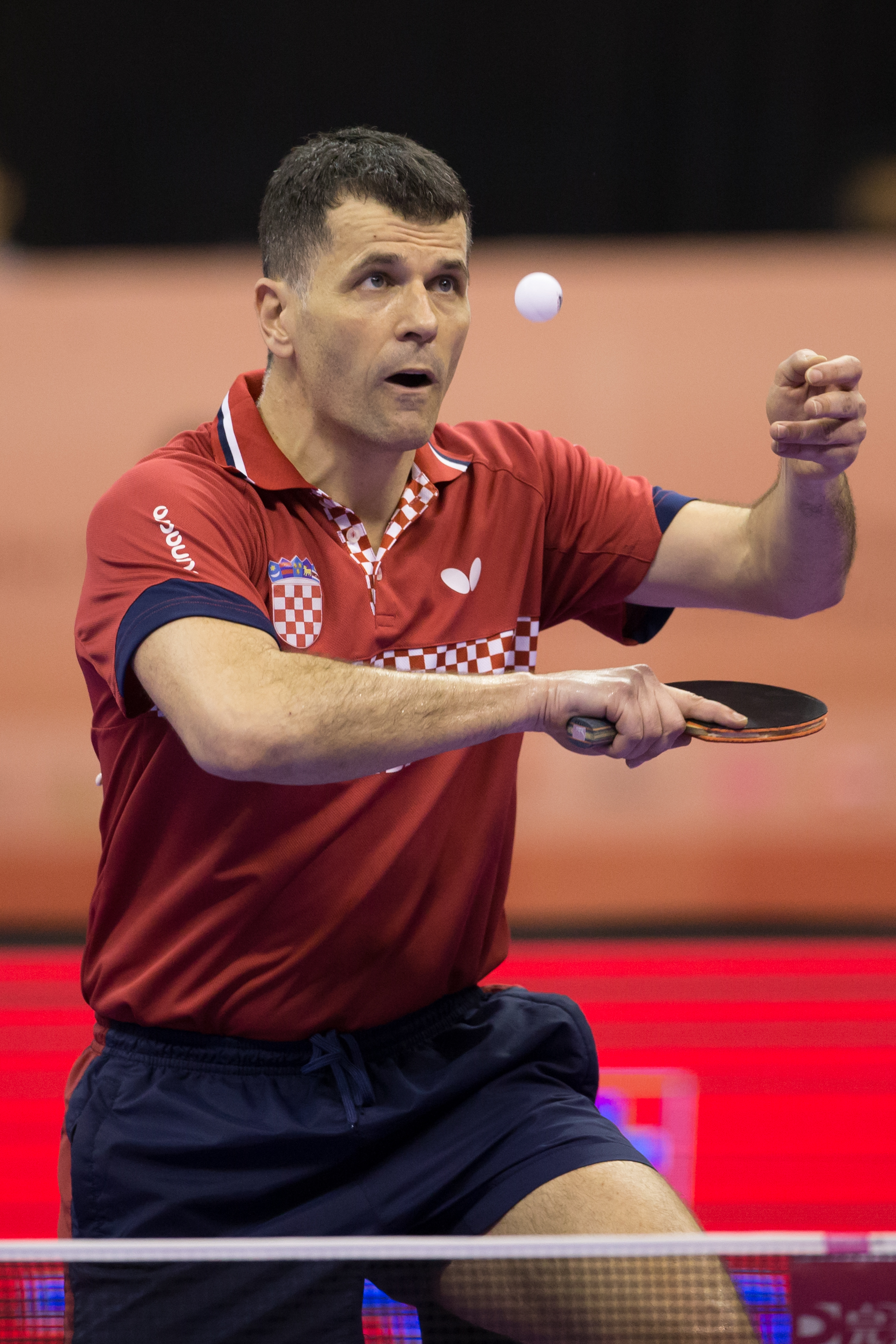